# Шахта «Южнодонбасская № 1»

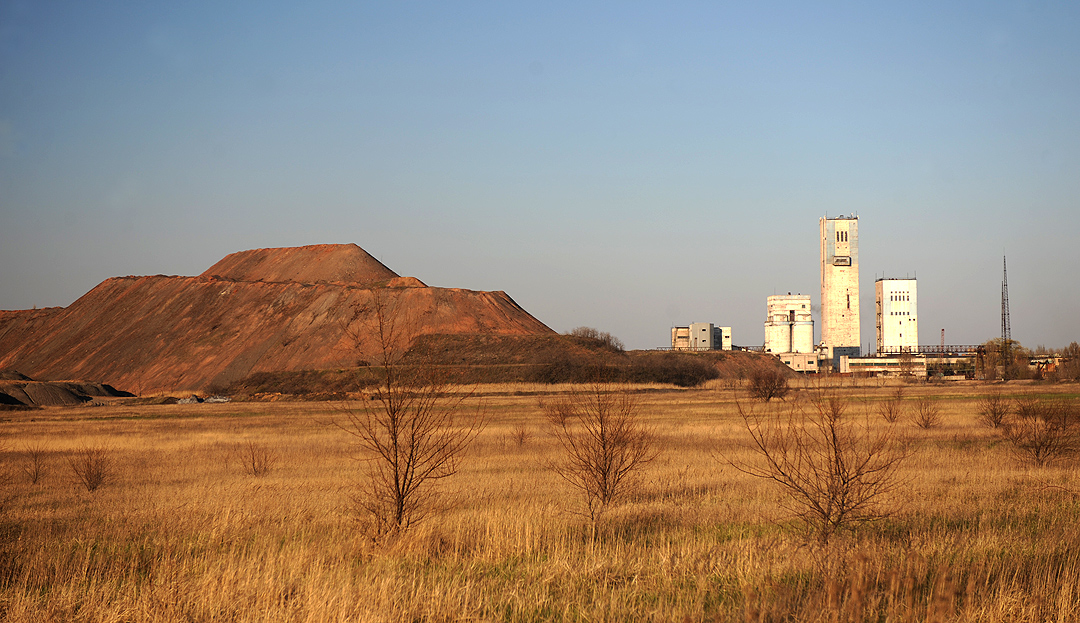

Шахта «Южнодонбасская № 1» — угледобывающее предприятие в городе Угледар Донецкой области Украины. Шахта введена в эксплуатацию в 1973 году. Свой первый миллион угля шахта выдала на-гора в 1976 г.
Самая большая добыча достигнута в 1983 году — 1778,4 тыс.тонн угля. За 37 лет работы предприятие выдало на-гора 47,7 млн.тонн угля, пройдено 491,1 км горных выработок. За годы работы шахты произошло много реорганизаций, но неизменным осталось одно — коллектив всегда работал добросовестно, ответственно и с полной отдачей.
Сегодня[когда?] — это государственное предприятие. Директор шахтоуправления — Коломиец Владимир Алексеевич. Численность работающих — 3548 человек. Руководство предприятия делает ставку прежде всего на концентрацию горных работ, увеличение нагрузок на действующие забои, усиление трудовой дисциплины. Поэтому стабильные результаты шахты «Южнодонбасская № 1» — не случайность, а закономерность. Составляющих успеха несколько: это и усердие всего шахтерского коллектива, и помощь коммерческих партнеров.
Годовой объем добычи угля — 850—900 тыс.тонн.
В работе 3 очистных забоя. Выемка угля осуществляется механизированными комплексами ДМ,1КД-90 и очистными комбайнами — УКД-200-250. Подготовка горных выработок осуществляется проходческими комбайнами П-110, КСП-32, объем проведения горных выработок — 8,1 км в год.